# Las criaturas de Prometeo (Beethoven)
Las criaturas de Prometeo (Die Geschöpfe des Prometheus, en alemán), op. 43, es un ballet con argumento del bailarín Salvatore Viganò y música de Ludwig van Beethoven, escrito en 1801 y estrenado en el Burgtheater de Viena el 28 de marzo de 1801. La obertura forma parte del repertorio de concierto.
El texto no se conserva pero sí toda la partitura de Beethoven. El tema principal de la obertura fue utilizado también en la Sinfonía n.º 1 y el tema principal del último movimiento del ballet fue utilizado en el cuarto movimiento de la Sinfonía Heroica y en las 15 variaciones con fuga para piano en mi bemol mayor: Eroica-Variationen, op. 35.
El ballet es una alegoría basada en la historia mítica de Prometeo, quien robó el fuego a Zeus para crear a la humanidad a partir de arcilla. En el ballet, Prometeo encuentra a la humanidad en un estado de ignorancia y decide introducirla en las ideas de la ciencia y el arte, basándose en gran medida en el propio apoyo de Beethoven al movimiento de la Ilustración. Prometeo presenta a los humanos a Apolo, el dios de las artes, quien ordena a Anfión, Arión y Orfeo enseñar música, y a Melpómene y Talía enseñar tragedia y comedia. Los humanos también conocen a Terpsícore, quien, junto con Pan, les presenta la Danza Pastoral, seguida por Dioniso, que presenta su Danza Heroica. 

## Estructura
Las partes del ballet son:
Acto I
Obertura: Adagio - Allegro molto con brio
1. Introducción: Allegro non troppo
2. Poco Adagio - Allegro con brio
3. Adagio - Allegro con brio
4. Allegro vivace

Acto II
1. Maestoso - Andante
2. Adagio - Andante quasi Allegretto
3. Un poco Adagio - Allegro
4. Grave
5. Allegro con brio - Presto
6. Adagio - Allegro molto
7. Pastorale: Allegro
8. Andante
9. Maestoso - Allegro
10. Allegro
11. Andante - Adagio - Allegro
12. Andantino - Adagio - Allegro
13. Finale: Allegretto - Allegro molto - Presto